# Carrer Roselles
El carrer Roselles és un carrer del barri Centre de l'Hospitalet de Llobregat (Barcelonès). El conjunt de les cases de la urbanització original del segle xix, en els números 7 a 11, 23-25 i 29 a 31, està protegit com a bé cultural d'interès local. Es tracta d'un conjunt d'edificis que mantenen una mateixa tipologia. Són habitatges unifamiliars entre mitgeres, la majoria de planta i pis.

## Història
El carrer Roselles, antigament anomenat passatge d'en Perutxo, es va urbanitzar a partir de 1879. Es van ocupar gairebé tots els solars i es va mantenir un unitat tipològica. Malauradament aquest conjunt no arribat fins als nostres dies. Aquí es recullen els edificis que queden d'aquell moment.

## Carrer Roselles, 7
Immoble amb una porta d'accés i finestra a la planta baixa. El pis té dues balconeres emmarcades per una motllura amb cantonades aixamfranades, amb respiralls de forma vegetal al mig. La coberta és plana i està rematada per una barana esglaonada que recorda merlets.

## Carrer Roselles, 9
Immoble amb porta d'accés d'arc de mig punt i finestra al costat. Al primer pis hi ha un balcó amb barana de ferro forjat i una finestra. La coberta és plana i amb tancament de balustrada. Entremig de la planta i el pis hi ha una finestra que podria haver estat oberta posteriorment.

## Carrer Roselles, 11
Immoble amb porta d'accés i finestra al costat dret. Al primer pis hi ha una finestra i un balcó emmarcats amb pedra. L'any 1929 s'hi va afegir un altre pis amb finestres apaïsades.

## Carrer Roselles, 23-25
Es tracta d'un edifici de doble amplada respecte dels altres, ocupa l'espai de dos solars. A la planta baixa hi ha tres obertures d'arc de mig punt. Al primer pis hi ha un balcó corregut, amb barana de ferro forjat, amb tres balconeres. Al segon pis hi ha dues finestres i dos balcons alternats. La coberta és plana.

## Carrer Roselles, 29
Immoble amb dues portes d'accés. Al primer pis trobem un balcó amb barana de ferro forjat i una finestra. Les obertures estan emmarcades. La coberta és plana i està rematada per una balustrada amb un dividida en dos trams per un pilar.

## Carrer Roselles, 31
Immoble amb porta d'accés i finestra al costat dret. Al primer pis hi ha una finestra i un balcó emmarcats amb pedra, amb barana de ferro forjat. La coberta és plana i està rematada per una balustrada amb un dividida en dos trams per un pilar.

## Carrer Roselles, 33
Immoble amb porta d'accés i finestra al costat dret. Al primer pis hi ha una finestra i un balcó emmarcats amb pedra, amb barana de ferro forjat. La coberta és plana i està rematada per una balustrada amb un dividida en dos trams per un pilar.